# Monapia dilaticollis
Monapia dilaticollis là một loài nhện trong họ Anyphaenidae.
Loài này thuộc chi Monapia. Monapia dilaticollis được Hercule Nicolet miêu tả năm 1849.